# (70747) 1999 VT22
1999 في تي 22 (ويعرف أيضًا باسم (70747) 1999 في تي 22 وفق تسمية الكوكب الصغير) (بالإنجليزية: 1999 VT22)‏ هو كويكب ضمن حزام الكويكبات؛ وترتيبه 70747 من حيث الاكتشاف.
اكتُشف هذا الجُرم الفلكي بواسطة Charles W. Juels ‏ في 13 نوفمبر 1999.

## وصلات خارجية
- (70747) 1999 VT22 في قاعدة بيانات مختبر الدفع النفاث لأجرام النظام الشمسي الصغيرة

- الاكتشاف · مخطط المدار ·  العناصر المدارية · المعلمات المادية

- (70747) 1999 VT22 على موقع ويكي سكاي: DSS2, SDSS, GALEX, IRAS, Hydrogen α, X-Ray, Astrophoto, Sky Map, Articles and images